# AFC President's Cup 2008
De AFC President's Cup 2008 was de vierde editie van de AFC President's Cup, een jaarlijks internationaal voetbaltoernooi georganiseerd door de Asian Football Confederation.

## Deelname
Deelname aan het toernooi is voor clubs uit landen die vanwege hun positie in de ranking van AFC niet in aanmerking komen om in de AFC Champions League of de AFC Cup te spelen, maar wel is een vereiste dat die landen een acceptabele competitie hebben.
De elf teams die dit jaar deelnamen werden in twee groepen van vier teams en één groep van drie teams verdeeld. Elke groep speelde zijn wedstrijden in één land; Groep B in Taiwan van 12 tot en met 16 april, Groep C in Sri Lanka van 23 tot en met 27 april en Groep A in Maleisië van 22 tot en met 26 juni. De knock-outfase, die uit de halve finale en de finale bestond, werd op 19 en 20 september gespeeld in Kirgizië.

## Groepsfase

### Groep A
Alle wedstrijden werden gespeeld in Maleisië.
| Team                   | Pts | Pld | W | D | L | GF | GA | GD |
| ---------------------- | --- | --- | - | - | - | -- | -- | -- |
| Regar-TadAZ Tursunzoda | 7   | 3   | 2 | 1 | 0 | 6  | 4  | +2 |
| Mahendra PC Kathmandu  | 5   | 3   | 1 | 2 | 0 | 7  | 3  | +4 |
| Abahani Krira Chakra   | 3   | 3   | 1 | 0 | 2 | 2  | 6  | −4 |
| WAPDA FC Lahore        | 1   | 3   | 0 | 1 | 2 | 2  | 4  | −2 |

|                    |                                                   |       |                      |                                                                        |
| 22 juni 2008 16:00 | Mahendra PC Kathmandu                             | 4 – 0 | Abahani Krira Chakra | MPPJ Stadium, Maleisië Toeschouwers: 100 Scheidsrechter: Racho (Syrië) |
| 22 juni 2008 16:00 | Avant Raj Thapa 15' Ju Manu Rai 18' 56' 70' (pen) |       |                      | MPPJ Stadium, Maleisië Toeschouwers: 100 Scheidsrechter: Racho (Syrië) |

|                    |                                                   |       |                 |                                                                         |
| 22 juni 2008 18:30 | Regar-TadAZ Tursunzoda                            | 2 – 1 | WAPDA FC Lahore | MPPJ Stadium, Maleisië Toeschouwers: 50 Scheidsrechter: Tan Hai (China) |
| 22 juni 2008 18:30 | Bakhtiyar Hasanov 17' Davrondzhon Tukhtasunov 76' |       | Imran Niazi 24' | MPPJ Stadium, Maleisië Toeschouwers: 50 Scheidsrechter: Tan Hai (China) |

|                    |                       |       |                       |                                                                                  |
| 24 juni 2008 18:30 | WAPDA FC Lahore       | 1 – 1 | Mahendra PC Kathmandu | MPPJ Stadium, Maleisië Toeschouwers: 300 Scheidsrechter: Kurbanov (Turkmenistan) |
| 24 juni 2008 18:30 | Zulfiqar Ali Shah 78' |       | Ju Manu Rai 89'       | MPPJ Stadium, Maleisië Toeschouwers: 300 Scheidsrechter: Kurbanov (Turkmenistan) |

|                    |                      |       |                                          |                                                                                |
| 24 juni 2008 18:30 | Abahani Krira Chakra | 1 – 2 | Regar-TadAZ Tursunzoda                   | MPPJ Stadium, Maleisië Toeschouwers: 50 Scheidsrechter: Ng Chui Kok (Hongkong) |
| 24 juni 2008 18:30 | Ibrahim Awudu 25'    |       | Ibragim Rabimov 15' Jamshed Ismoilov 45' | MPPJ Stadium, Maleisië Toeschouwers: 50 Scheidsrechter: Ng Chui Kok (Hongkong) |

|                    |                 |                       |                      |                                                                                  |
| 26 juni 2008 16:00 | WAPDA FC Lahore | 0 – 1                 | Abahani Krira Chakra | MPPJ Stadium, Maleisië Toeschouwers: 200 Scheidsrechter: Kurbanov (Turkmenistan) |
| 26 juni 2008 16:00 |                 | Jahid Hasan Ameli 84' |                      | MPPJ Stadium, Maleisië Toeschouwers: 200 Scheidsrechter: Kurbanov (Turkmenistan) |

|                    |                                    |       |                           |                                                                          |
| 26 juni 2008 18:30 | Mahendra PC Kathmandu              | 2 – 2 | Regar-TadAZ Tursunzoda    | MPPJ Stadium, Maleisië Toeschouwers: 200 Scheidsrechter: Tan Hai (China) |
| 26 juni 2008 18:30 | Chetan Ghimire 33' Ju Manu Rai 67' |       | Ibragim Rabimov 47' 90+1' | MPPJ Stadium, Maleisië Toeschouwers: 200 Scheidsrechter: Tan Hai (China) |

### Groep B
Alle wedstrijden werden gespeeld in Taiwan.
| Team                | Pts | Pld | W | D | L | GF | GA | GD |
| ------------------- | --- | --- | - | - | - | -- | -- | -- |
| Dordoi-Dynamo Naryn | 6   | 2   | 2 | 0 | 0 | 5  | 0  | 5  |
| Nagacorp FC         | 1   | 2   | 0 | 1 | 1 | 2  | 4  | -2 |
| Taipower            | 1   | 2   | 0 | 1 | 1 | 2  | 5  | -3 |

|                     |                                   |       |                        |                                                                                             |
| 12 april 2008 18:00 | Nagacorp FC                       | 2 - 2 | Taipower               | Chungshan Soccer Stadium Toeschouwers: 300 Scheidsrechter: Dilovarshokh Orzuev (Tajikistan) |
| 12 april 2008 18:00 | Hok Sotitya 45' Teab Vathanak 58' |       | Chiang Shih-lu 78' 84' | Chungshan Soccer Stadium Toeschouwers: 300 Scheidsrechter: Dilovarshokh Orzuev (Tajikistan) |

|                     |          |                                                        |                     |                                                                                           |
| 14 april 2008 18:00 | Taipower | 0 – 3                                                  | Dordoi-Dynamo Naryn | Chungshan Soccer Stadium Toeschouwers: 100 Scheidsrechter: Chaiya Alee Mahapab (Thailand) |
| 14 april 2008 18:00 |          | Mirlan Murzaev 19' Ildar Amirov 78' Davron Askarov 80' |                     | Chungshan Soccer Stadium Toeschouwers: 100 Scheidsrechter: Chaiya Alee Mahapab (Thailand) |

|               |             |                                         |                     |                                                                               |
| 16 april 2008 | Nagacorp FC | 0 – 2                                   | Dordoi-Dynamo Naryn | Chungshan Soccer Stadium Toeschouwers: 25 Scheidsrechter: Minoru Tojo (Japan) |
| 16 april 2008 |             | Vadim Harchenko 13' Roman Ablakimov 74' |                     | Chungshan Soccer Stadium Toeschouwers: 25 Scheidsrechter: Minoru Tojo (Japan) |

### Groep C
Alle wedstrijden werden gespeeld in Sri Lanka.
| Team                     | Pts | Pld | W | D | L | GF | GA | GD  |
| ------------------------ | --- | --- | - | - | - | -- | -- | --- |
| FC Aşgabat               | 6   | 3   | 2 | 0 | 1 | 9  | 2  | 7   |
| Kan Baw Za               | 6   | 3   | 2 | 0 | 1 | 14 | 3  | 11  |
| Ratnam SC Colombo        | 6   | 3   | 2 | 0 | 1 | 10 | 5  | 5   |
| Transport United Thimphu | 0   | 3   | 0 | 0 | 3 | 2  | 25 | -23 |

|               | |       |                          |                                                                                    |
| 23 april 2008 | Ratnam SC Colombo | 7 – 1 | Transport United Thimphu | Sugathadasa Stadium, Colombo Toeschouwers: 3.200 Scheidsrechter: Mukhtar Al Yarimi |
| 23 april 2008 | Channa Ediribandanage 17' 41' 90' Mohamed Asmeer 25' Siyaguna Weerasinghe 59' Kasun Jayasuriya 60' Pasqual Pushpakumara 79' |       | Ugyan Wangchuk 22'       | Sugathadasa Stadium, Colombo Toeschouwers: 3.200 Scheidsrechter: Mukhtar Al Yarimi |

|               |            |                 |            |                                                                                     |
| 23 april 2008 | FC Aşgabat | 0 – 1           | Kan Baw Za | Sugathadasa Stadium, Colombo Toeschouwers: 3.000 Scheidsrechter: Tayab Shamsuzzaman |
| 23 april 2008 |            | Thi Ha Kyaw 85' |            | Sugathadasa Stadium, Colombo Toeschouwers: 3.000 Scheidsrechter: Tayab Shamsuzzaman |

|               |                          |       |            |  |
| 25 april 2008 | Transport United Thimphu | 1 – 7 | FC Aşgabat |  |
| 25 april 2008 |                          |       |            |  |

|               |            |       |                   |  |
| 25 april 2008 | Kan Baw Za | 2 – 3 | Ratnam SC Colombo |  |
| 25 april 2008 |            |       |                   |  |

|               |                   |       |            |  |
| 27 april 2008 | Ratnam SC Colombo | 0 – 2 | FC Aşgabat |  |
| 27 april 2008 |                   |       |            |  |

|               |            |        |                          |  |
| 27 april 2008 | Kan Baw Za | 11 – 0 | Transport United Thimphu |  |
| 27 april 2008 |            |        |                          |  |

## Halve Finale
|                   |                                          |       |                       |                                                                              |
| 19 september 2008 | Dordoi-Dynamo Naryn                      | 3 – 1 | Mahendra PC Kathmandu | Spartak Stadium, Bishkek Toeschouwers: 8.000 Scheidsrechter: Atallah Alenezi |
| 19 september 2008 | David Tetteh 19', 84' Mirlan Murzaev 59' |       | Anant Raj Thapa 72'   | Spartak Stadium, Bishkek Toeschouwers: 8.000 Scheidsrechter: Atallah Alenezi |

|                   |                                                                                              |       |                                                              |                                                                          |
| 19 september 2008 | Regar-TadAZ Tursunzoda                                                                       | 4 – 3 | FC Aşgabat                                                   | Spartak Stadium, Bishkek Toeschouwers: 800 Scheidsrechter: Rustam Saidov |
| 19 september 2008 | Maruf Rustamov 23' Victor Simoes De Oliveira 29' Ilyas Minhairov 87' Khurshed Makhmudov 112' |       | Dovletmurad Atayev 25' Serdar Geldiyev 35' Arif Mirzoyev 69' | Spartak Stadium, Bishkek Toeschouwers: 800 Scheidsrechter: Rustam Saidov |

## Finale
|                         |                     |                |                             |                                                                                |
| 21 september 2008 16:30 | Dordoi-Dynamo Naryn | 1 - 1 ns (3-4) | Regar-TadAZ Tursunzoda      | Spartak Stadium, Bishkek Toeschouwers: 10.000 Scheidsrechter: Oda Lazim Kadhim |
| 21 september 2008 16:30 | David Tetteh 33'    |                | Davrondzhon Tukhtasunov 53' | Spartak Stadium, Bishkek Toeschouwers: 10.000 Scheidsrechter: Oda Lazim Kadhim |